# Berod bei Hachenburg

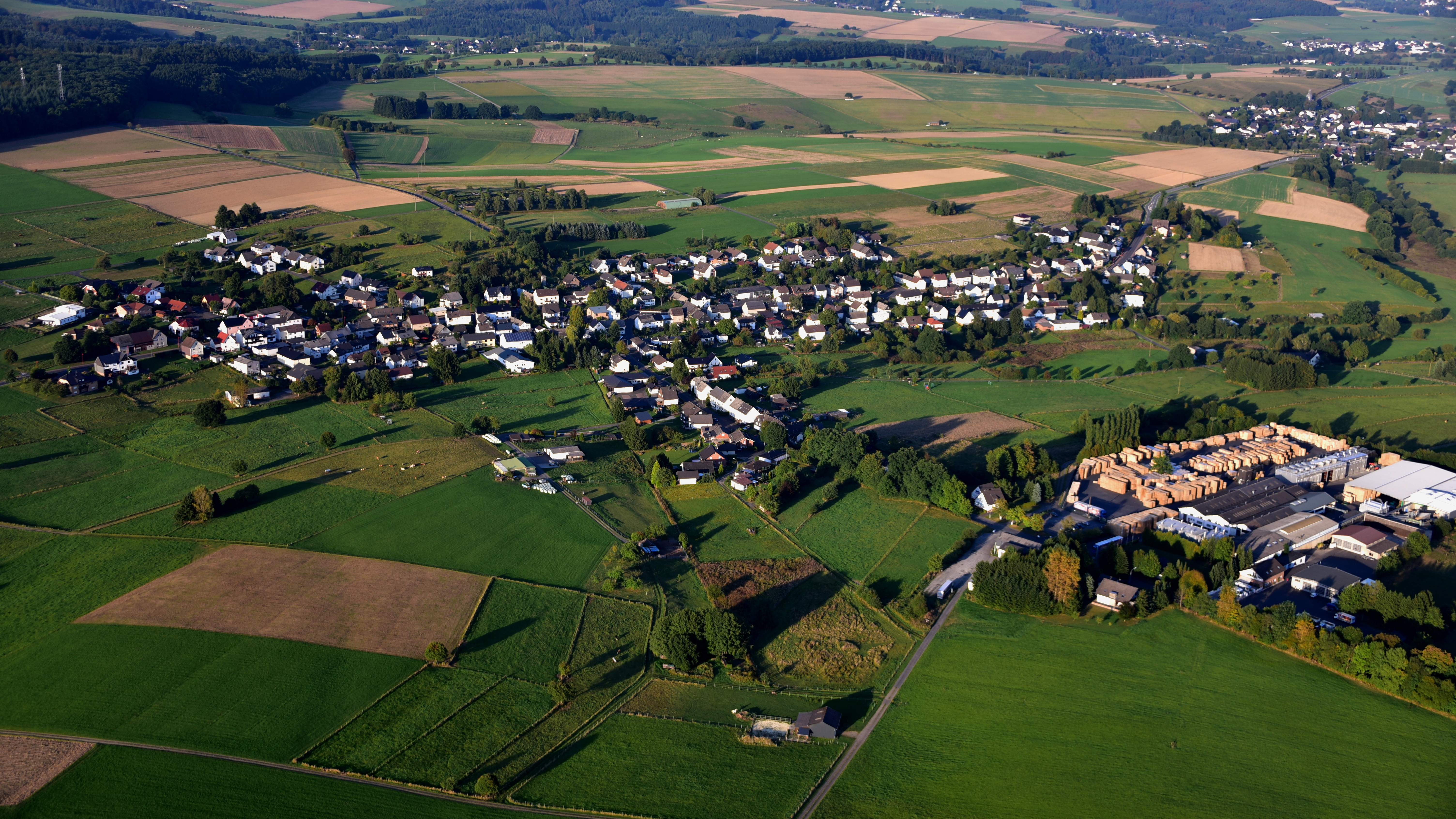
Berod bei Hachenburg, Luftaufnahme (2016)

Berod bei Hachenburg ist eine Ortsgemeinde im Landkreis Altenkirchen (Westerwald) in Rheinland-Pfalz. Sie gehört der Verbandsgemeinde Altenkirchen-Flammersfeld an.

## Geographische Lage
Die Gemeinde liegt im Westerwald, etwa 7 km südlich der Kreisstadt Altenkirchen und 10 km westlich von Hachenburg. Nachbarorte sind Borod im Norden, Wahlrod im Osten, Lautzert im Westen und Herperoth im Nordwesten. Südlich des Ortes befindet sich der Beroder Wald, der in den Oberdreiser- bzw. Wahlroder Wald übergeht. Die darin liegenden Teiche, ehemalige Erzgruben (Quarzit), die heute unter Naturschutz stehen, befinden sich unmittelbar an der Grenze zu den Nachbarkreisen Landkreis Neuwied und dem Westerwaldkreis.

## Geschichte
Der Ort wurde im Jahre 1385 erstmals urkundlich erwähnt. Im Zuge der rheinland-pfälzischen Kommunalreform ging die Gemeinde 1970 an die damals neugebildete Verbandsgemeinde Altenkirchen und den Landkreis Altenkirchen; vorher hatte sie zum Oberwesterwaldkreis gehört.
In wirtschaftlicher Hinsicht bedeutend war früher ein Quarzit-Tagebau. Nachdem im Jahr 1921 erste Schürfarbeiten in den „Brüchen“ durchgeführt wurden, begann die Förderung des Rohstoffs, der für Glas, Porzellan und zur Herstellung von feuerfesten Materialien diente. Nach der vollständigen Ausbeutung der Vorkommen wurden neue Quarzitlager im „Gersten“ erschlossen. Schließlich musste auch dieser Betrieb 1984 eingestellt werden. Heute ist die Gemeinde überwiegend landwirtschaftlich geprägt. Daneben existieren noch ein namhaftes Palettenwerk und zwei Logistikunternehmen.
Bevölkerungsentwicklung
Die Entwicklung der Einwohnerzahl von Berod bei Hachenburg, die Werte von 1871 bis 1987 beruhen auf Volkszählungen:
| Jahr | Einwohner |
| 1815 | 207       |
| 1835 | 284       |
| 1871 | 377       |
| 1905 | 376       |
| 1939 | 427       |
| 1950 | 515       |

| Jahr | Einwohner |
| 1961 | 550       |
| 1970 | 626       |
| 1987 | 641       |
| 1997 | 667       |
| 2005 | 631       |
| 2023 | 614       |

## Politik

### Gemeinderat
Der Gemeinderat in Berod bei Hachenburg besteht aus zwölf Ratsmitgliedern, die bei der Kommunalwahl am 9. Juni 2024 in einer Mehrheitswahl gewählt wurden, und dem ehrenamtlichen Ortsbürgermeister als Vorsitzendem.

### Bürgermeister
Stephan Müller wurde am 7. Juli 2019 Ortsbürgermeister von Berod. Bei der Direktwahl am 26. Mai 2019 war er mit einem Stimmenanteil von 74,19 % für fünf Jahre gewählt worden. Müller ist Nachfolger von Ginette Ruchnewitz, die das Amt zehn Jahre ausgeübt hatte und nicht erneut angetreten war. Bei der Direktwahl am 9. Juni 2024 wurde Müller ohne Gegenkandidat mit 96,2 % der Stimmen in seinem Amt bestätigt.

## Wirtschaft
Die Gemarkung ist geprägt durch überwiegend intensiv genutzte Landwirtschaft und einen großen Waldanteil. Im Ort existieren weiterhin verschiedene Gewerbe- und Handelsbetriebe.

## Vereine
- SC Union Berod-Wahlrod
- Der Heimatverein Berod und die Kirmesgesellschaft bemühen sich um die Erhaltung örtlichen Brauchtums.
- Der Förderverein Freiwillige Feuerwehr Löschzug Berod e. V. hat die Aufgabe, das Feuerwehrwesen des Löschzuges Berod der Verbandsgemeindefeuerwehr Altenkirchen zu unterstützen.